# Содник паннонський
Содник паннонський (Suaeda pannonica) — вид квіткових рослин родини щирицевих (Amaranthaceae).

## Біоморфологічна характеристика
Це однорічна рослина 5–50 см заввишки, від лежачої до прямовисної. Стовбур від основи гіллястий, нижні гілки найчастіше полягають, кінці піднімаються, від світло- до сіро-зеленого, часто від червонуватого до пурпурного кольору. Листки 10–20 мм завдовжки, тупі, серпоподібно загнуті, приквітки довші за квіткові кульки, приквітки яйцюваті, на верхівці зубчасті. Квітки по 3–5 в пазушних китицях, листочки оцвітини яйцюваті. Насіння 0.8–1.3 мм в діаметрі, блискуче, округло-кутасте.

## Поширення
Росте у Європі від Німеччини до Прикаспію.